# 職業倫理
職業倫理（しょくぎょうりんり、英: professional ethics）は、プロフェッショナルとして期待される個人や組織の倫理的な行動基準をいう。

## 概要
プロフェッショナリズムという言葉は、もともとはキリスト教修道会の誓いに当てはまるものだった。少なくとも1675年までにはこの単語は世俗的な用法を見出し、3つ学問的職業に適用された。神学、法律、および医学である。プロフェッショナリズムという言葉は、同じ時期に職業軍人にも使われていた。 
プロフェッショナルや定評のある職業で働く人々は、専門的な知識とスキルを身に付けている。そしてその知識がどのように用いられなければならないかを倫理道徳的問題と捉え、それが職業倫理と呼ばれることになった。 この職業倫理によって他には出来ないその専門職にまつわる判断を下し、スキルを適用し、総合的な情報・知識に基づいた決定を下すことができるようになるのである。職業倫理の最も初期の例の1つは、今日でも医師が遵奉しているヒポクラテスの誓いである。 
以降、プロフェッショナルを専門家と呼ぶ。 

## 要素
専門組織によっては、倫理的アプローチをいくつかの個別の要素の観点から定義している場合があり、下記のようなものを含んでいる。 
- 正直さ
- インテグリティ[6]（完全性・高潔性・真摯さ・誠実さ・一貫性）
- 透明性（隠し事をしないこと）
- アカウンタビリティ（説明する義務とそれに対し責任を負うこと）
- 守秘義務
- 客観性
- 相手に対する尊重・尊敬の念
- 順法（いわゆるコンプライアンス）
- 忠誠心

## 実践
ほとんどの専門家は、優越的立場の乱用からの搾取にならぬよう、自主的に自制することによって顧客を保護し、専門職のインテグリティを維持するために専門職構成員が従わなければならない行動規範を内部的に設けている。これは顧客の利益のためだけでなく、その職業に属する人々の利益のためでもある。懲戒規則は、専門職がその行動規範を定義し、それに従って訓練しない場合には専門家団体が懲戒することによって、個々がこの基準を満たすことを保証するものである。 これは良心を持って行動する専門家が、より倫理的でない同業者によって商業的に損なわれないようにするために有効である。それはまた専門職に対する一般の信頼を維持し、専門職として一般からの信頼と支持を得ていくために必要とされることである。

## 内部規制
職業団体がその倫理を自ら規制している場合、そのような団体は自己規制になり、メンバーの違反行為を扱う際に自身の倫理規定に従わない可能性がある。これは特に、特定の分野の知識を独占している職業に当てはまる。例えば、最近まで、英国の裁判所は、判例法と法律の外にある彼らの実務に関連する問題についての専門家の合意を据え置いていた。

## 法定規制
多くの国では、法定機関が一定の職業倫理基準を定めた各種法令・規制が存在する。したがって、これらの倫理基準に従わない場合、訴追の対象となる場合がある。

## 例
例えば、一般市民は、適切な緊急治療を施すことができなかったため、 自動車事故の犠牲者をその場で処置できなかった責任を負うべきではない。ただ、犠牲者のために助けを呼ぶ責任がある。これは医療的な専門知識を持っていないからである。それとは対照的に、（正しい機器を備えた）十分に訓練された医師は診断を下し、適切な処置を実行することができるとする。そのような状況で医師が全く何もしないという状況は、一般的に過失で倫理的ではないとみなされる。たとえ医師が処置をしたとしても、怠慢で非倫理的で間違いを犯した場合、大きな非難があがる可能性がある。しかしながら、訓練を受けていない人は、一切なんの行動も取らなかった時にのみ必要な行為を怠ったとして過失とみなされ、意図せず被害を大きくし、命を落とす結果となってしまったとしても、「グッドサマリタン」法によってその責を受けることなく保護される。